# Joel Zussman

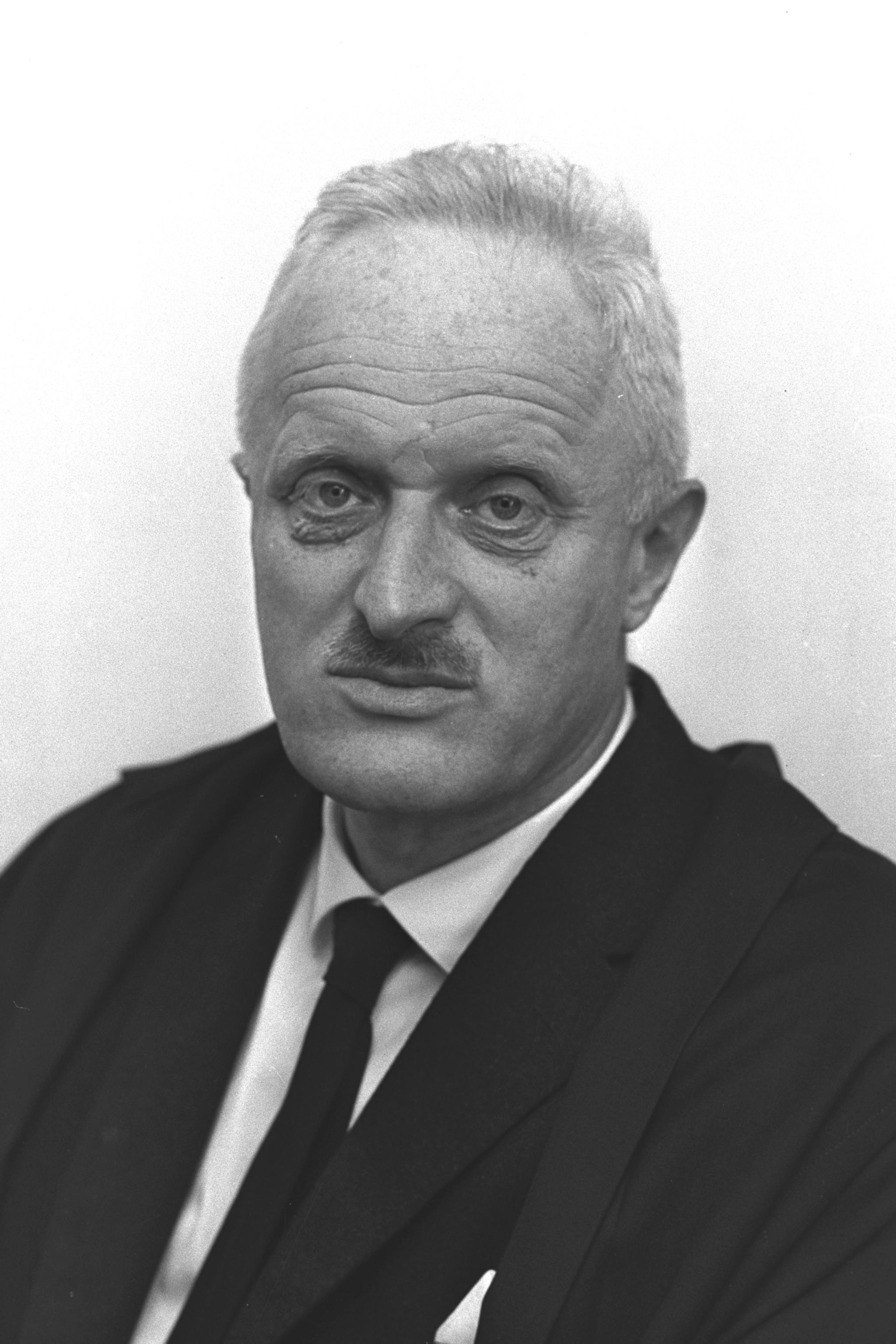
Joel Zussman, 1962

Joel Zussman (auch Yoel Sussman, Julius Sussmann, hebräisch יואל זוסמן; geboren 24. Oktober 1910 in Krakau, Österreich-Ungarn; gestorben 2. März 1982) war ein israelischer Jurist und Richter.

## Leben
Nach dem Schulbesuch studierte er Rechtswissenschaften an der University of London, das er mit einem Bachelor of Laws (LL.B.) abschloss. Nach einem Postgraduiertenstudium erfolgte seine Promotion zum Dr. phil. an der Ruprecht-Karls-Universität Heidelberg. 1934 wanderte er in das britische Mandatsgebiet Palästina aus, wo er seine Zulassung zum Rechtsanwalt erhielt.
Nach der Gründung des Staates Israel wurde er 1949 Chefankläger der Israelischen Verteidigungsstreitkräfte (IDF), ehe er 1951 als Richter an das Oberste Gericht berufen wurde, dessen Vizepräsident er bis 1953 war.
Als Richter war er 1965 Berichterstatter im Verfahren "Ya’akov Yardor v. Central Election Committee", einer Grundsatzentscheidung zum Wahlrecht Israels, und schuf dabei den Begriff einer „sich selbst verteidigenden Demokratie“ (Self-defending democracy). Dabei ging es um die Zulassung der radikalen arabischen Liste "Al-Ard" zu den Wahlen zur 6. Knesset. Das Oberste Gericht bestätigte den Ausschluss der Liste und damit des Verbots als verbotene Organisation durch das Verteidigungsministerium. In seiner Urteilsbegründung berief sich Zussman dabei auf das Bundesverfassungsgericht in dem Verfahren zum Parteiverbot der Sozialistischen Reichspartei (SRP) 1952 sowie zum KPD-Verbot von 1956 als Präzedenzfall und führte aus, dass es in bestimmten Fällen über der Verfassung stehende, aus dem Naturrecht stammende Überlegungen gebe, die höher als jede Gesetzgebung stehen:

“Just as an Individual is not bound to agree to being killed, neither a state is obliged to consent to being annihilated and erased from the map … The German Constitutional Court …spoke of a “fighting democracy”, which does not open its doors to acts of sabotage in the guise of legitimate parliamentary activity. For myself, as far as Israel is concerned, I am prepared to confine myself to “self-defending democracy”, and tools for defending the existence of the state are at hand, even if we have not found them set forth in detail in the Elections Law.”

„So wie ein Individuum nicht verpflichtet ist zuzustimmen, ermordet zu werden, so ist auch kein Staat verpflichtet, seine Zustimmung zu geben, vernichtet und von der Landkarte ausgelöscht zu werden … Das deutsche Bundesverfassungsgericht … spricht von einer „kämpfenden Demokratie“, die ihre Türen nicht für Sabotageakte in der Aufmachung parlamentarischer Aktivitäten öffnet. Ich selbst, soweit dies Israel betrifft, bin darauf vorbereitet, mich selbst auf eine „sich selbst verteidigende Demokratie“ zu beschränken, und Instrumente zur Verteidigung der Existenz des Staates sind vorhanden, auch wenn wir diese nicht im Detail im Wahlrecht niedergeschrieben finden.“

1976 wurde er als Nachfolger von Schimon Agranat zum Präsidenten des Obersten Gerichts ernannt und bekleidete dieses Amt bis zu seinem Eintritt in den Ruhestand.
Für seine Verdienste um die Rechtsprechung und Justiz wurde er 1975 zusammen mit dem damaligen Generalstaatsanwalt und späteren Präsidenten des Obersten Gerichts, Aharon Barak, mit dem Israel-Preis ausgezeichnet. Darüber hinaus wurde 1984 das Joel-Zussman-Institut für angewandte Rechtswissenschaften begründet.

## Schriften
- Julius Sussmann: Die Aufrechnung im oeffentlichen Recht, namentlich ihre Beruecksichtigung im Prozess. Berlin, 1934 Hochschulschrift: Heidelberg, Univ., Diss. 1934 Heidi